# Sheila Seebaluck
Sheila Seebaluck (ur. 13 grudnia 1964) – maurytyjska lekkoatleta, olimpijka.

## Kariera
Uczestniczka Letnich Igrzysk Olimpijskich 1988, podczas których wystartowała wyłącznie w biegu na 800 m. Z wynikiem 2:08,93 zajęła ostatnie 8. miejsce w swoim biegu eliminacyjnym, uzyskując 27. rezultat eliminacji (startowało 29 zawodniczek). Zgłoszona była również do biegu na 400 m, jednak nie pojawiła się na starcie tej konkurencji.
Startowała dwukrotnie na igrzyskach Wspólnoty Narodów. W 1990 roku odpadła w eliminacjach biegu na 800 m, uzyskując najsłabszy rezultat eliminacji, czyli 13. wynik (2:13,69). Podczas igrzysk w 1994 roku ponownie odpadła w eliminacjach na 800 m (2:11,63), uzyskując 17. wynik wśród 19 atletek. W biegu na 1500 m zajęła 11. miejsce wśród 15 startujących biegaczek (4:26,45).
Stała na podium imprez rangi międzynarodowej. Brązowa medalistka Mistrzostw Afryki 1988 w biegu na 800 m (2:08,26). Seebaluck ma także w dorobku dwa indywidualne złote medale zdobyte podczas igrzysk wysp Oceanu Indyjskiego. W biegu na 800 m zwyciężyła podczas igrzysk w latach 1985 (2:10,70) i 1993 (2:10,79). Indywidualnie osiągnęła trzynaście tytułów mistrzyni kraju: pięć w biegu na 400 m (1983, 1984, 1985, 1989, 1990), sześć w biegu na 800 m (1983, 1984, 1985, 1989, 1990, 1991) i dwa w biegu na 1500 m (1990, 1991).
Rekordy życiowe (stadion): bieg na 800 m – 2:03,62 (1988), sztafeta 4 × 400 m – 3:39,92 (1990). W 2017 roku były to aktualne rekordy kraju. 
Rekordy życiowe (hala): bieg na 800 m – 2:06,91 (1988), bieg na 1500 m – 4:25,85 (1994). W 2018 roku były to aktualne rekordy kraju.